# Jonathas Abbott
Jonathas Abbott (Londres, 6 de agosto de 1796 — Caminho Novo do Gravatá, 8 de março de 1868) foi um médico brasileiro nascido no Reino Unido. Naturalizou-se brasileiro por decreto de 31 de outubro de 1821.
Filho de John e Sarah Abbott, trabalhadores rurais, casou-se com Cecília Walters. Veio para o Brasil em 1812, como cavalariço de um médico baiano. Começou na Escola de Cirurgia da Bahia (a primeira do Brasil e que fica no Pelourinho) como servente, formou-se na terceira turma, em 1820, e chegou a vice-reitor, sendo titular da cadeira de Anatomia.
Foi sócio de diferentes sociedades científicas e recebeu grande número de títulos honoríficos. Além de diferentes trabalhos sobre anatomia, em português, Abbott publicou uma tradução do Tartufo, de Molière, assim como outras composições literárias.
Fundou e presidiu em 1856 a Sociedade de Belas Artes, primeira associação de artes do Brasil. Sua coleção particular de mais de 400 obras, entre pintores brasileiros (José Joaquim da Rocha, José Teófilo de Jesus, etc.) e estrangeiros, sendo muitas delas oriundas da Europa, originou o Museu de Arte da Bahia.
Foi agraciado com a Ordem de Nossa Senhora da Conceição de Vila Viçosa, de Portugal e com a Imperial Ordem da Rosa, do Brasil.  Foi ainda comendador da Imperial Ordem de Cristo.
Era pai de Jonathas Abbott Filho, também médico, e avô de Fernando Abbott, depois presidente da Província do Rio Grande do Sul.